# Friedhofskapelle (Simmerberg)

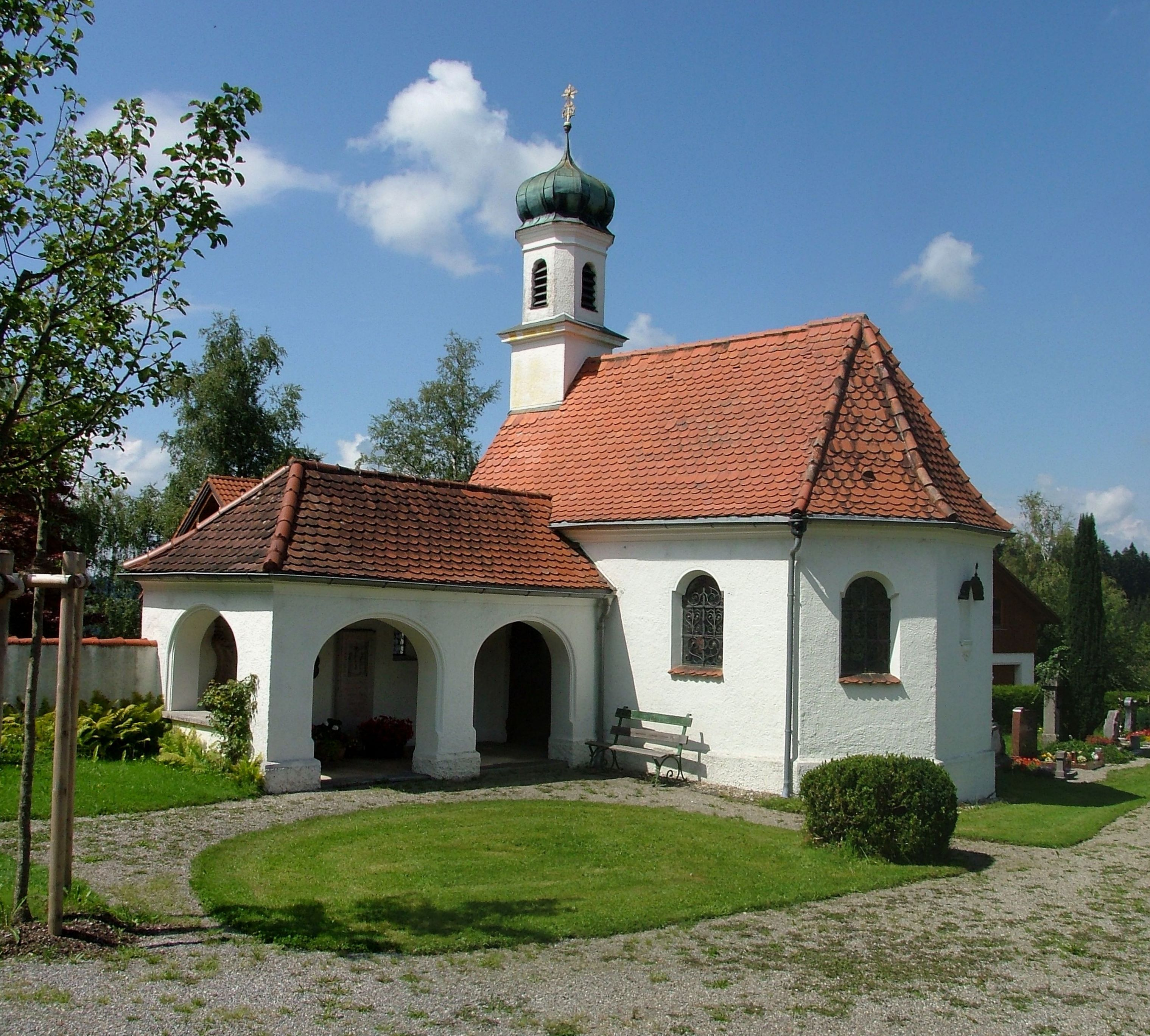
Friedhofskapelle in Simmerberg

Die römisch-katholische Friedhofskapelle steht in Simmerberg, einem Gemeindeteil von Weiler-Simmerberg im bayerisch-schwäbischen Landkreis Lindau (Bodensee) von Bayern. Das Bauwerk ist in der Liste der Baudenkmäler in Weiler-Simmerberg als Baudenkmal unter der Nr. D-7-76-129-58 eingetragen.

## Beschreibung
Die neobarocke Kapelle wurde 1914 nach Plänen von Richard Steidle erbaut. Sie besteht aus einem Langhaus, das im Osten dreiseitig abgeschlossen ist. An der Südwand befindet sich im rechten Winkel eine Arkade, von der es zum Portal geht. Aus dem Satteldach erhebt sich im Westen ein quadratischer Dachreiter, dessen Obergeschoss mit abgeschrägten Ecken den Glockenstuhl hinter den Klangarkaden beherbergt. Darauf sitzt eine Zwiebelhaube. Der Stuck im Innenraum wurde von Xaver Reitmaier geschaffen, der Altar von Georg Saumweber.